# Harpune
Die Harpune ist ein mit Widerhaken ausgestatteter Wurfspieß oder Speer, der bei der Jagd auf Fische und beim Walfang verwendet wird. Die Widerhaken verhindern, dass die aufgespießten Tiere wieder vom Speer rutschen und verloren gehen.
Die Form der Harpune reicht vom einfachen Holzspeer mit einem oder mehreren Widerhaken bis zur Stahlharpune mit kürzerem Schaft und einer langen Leine oder einem Stahlseil zum Einholen der Beute. Das andere Ende der Leine ist an der Abschussvorrichtung befestigt. Kleine Harpunen für die Unterwasserjagd (Speerfischen) werden aus gewehrähnlichen Vorrichtungen abgeschossen, während Harpunen für die Waljagd von Kanonen abgeschossen werden, die fest auf Schiffen montiert sind (nachdem der Wal getroffen wurde, wird eine Explosionsladung gezündet, welche die Widerhaken ausfährt und das Tier tötet).

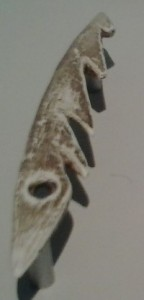
Harpune aus dem Azilien (12.300 bis 9.600 v. Chr.) – Spanien

## Geschichte

### Etymologie
Das Wort Harpune wurde im frühen 17. Jahrhundert aus dem Niederländischen (harpoen) ins Deutsche entlehnt und geht wohl auf französisch harpon zurück, womit in alt- und mittelfranzösischen Quellen verschiedene Arten von Widerhaken bezeichnet werden. Erstmals begegnet es um 1130 in der Bedeutung „Verschluss einer Brosche,“ also im Schmuckhandwerk, spätestens seit dem 15. Jahrhundert ist es in der im Bauwesen auch heute noch geläufigen Bedeutung „Bauklammer (zur Verbindung von Mauersteinen, Balken usw.)“ gebräuchlich. Der Wortsinn „Wurfspieß zum Fisch- oder Walfang“ ist im Französischen erst 1516 nachweisbar, im Niederländischen hingegen bereits 1287 und häufiger im 14. Jahrhundert, ist mithin wohl zuerst dort aufgekommen und später ins Französische rückentlehnt worden. Dafür spricht, dass die Niederlande im 16. und 17. Jahrhundert zur führenden Walfangnation Europas aufstiegen und das Wort zu dieser Zeit auf diesem Wege nicht nur ins Deutsche gelangte (erstmals 1604 in der Form harpone), sondern auch in die skandinavischen Sprachen (schwedisch harpun, erstmals 1674) sowie ins Englische (harpoon, erstmals 1625), wobei die Gebersprache in letzterem Fall nicht sicher ermittelbar ist. Spanisch arpón, portugiesisch arpão und italienisch arpione (auch arpòne) stellen ältere Entlehnungen (13.–14. Jh.) aus dem Französischen dar und sind von jeher in der älteren Bedeutung „Widerhaken, Mauerhaken“ geläufig, nahmen aber gleichfalls nach 1600 den heute dominanten Wortsinn „Wurfspieß“ an.
Die Herleitung des französischen Ursprungsworts harpon ist umstritten. Offenkundig bildet es mit harper „packen, greifen“ sowie  altfranzösisch harpe „Kralle, Klaue (eines Tieres)“ eine Wortfamilie, doch ist unklar, um welchen Stamm sie sich gruppiert. Naheliegend erscheint eine Ableitung vom griechischen ἅρπη, eigentlich „Sichel“, das als Fremdwort auch im Lateinischen gängig war (harpe) und in beiden Sprachen auch „Sichelschwert, Hakenschwert“ (vgl. hierzu den Artikel Harpe (Waffe)) sowie „Falke, Greifvogel“ (vgl. Harpyie sowie mittellateinisch arpa) bedeutete. Wahrscheinlicher ist – zumindest laut Kluge-Sebold sowie Wolfgang Pfeifer – ein germanischer Ursprung, in diesem Falle wird es mal mit isländisch harpa „kneifen“ zu einem hypothetischen urgermanischen *harppon „greifen“ gestellt, mal zu einem (allerdings ebenso wenig bezeugten) altwestfränkischen *harpon, „zupfen,“ das auch der Harfe zugrunde liegen soll.

### Ur- und Frühgeschichte
Die ältesten Harpunen wurden in Katanda am Semliki im afrikanischen Rift Valley im Kongo gefunden. Es sind ausgefeilte Harpunen aus Knochen mit einem indirekt abgeleiteten aber noch umstrittenen Alter von etwa 90.000 Jahren. Diese Datierung ergäbe als Folgerung: Bis dahin glaubt man, dass die Cro-Magnon-Menschen 50.000 Jahre später die ersten waren, die eine feine Schnitztechnik entwickelten. Doch die weitaus ältere Gruppe verfügte über ebenso großes handwerkliches Geschick. 35.000 Jahre alt ist ein Knochenstück, aus der Matja Kuru 2-Höhle in Osttimor, mit dem die Harpunenspitze am hölzernen Schaft angebracht wurde. Es ist das älteste Beispiel für die komplizierte Verbindungstechnik, die in ganz Australien und Melanesien verbreitet ist.
Harpunen sind streng genommen nur jene Wurf- oder Stoßwaffen, deren gezähntes Kopfstück sich vom Schaft ablöst, nachdem es in den Tierleib eingedrungen ist und deren Widerhaken das Lösen aus der Beute verhindern. Das Kopfstück bleibt entweder durch eine kurze Schnur (Riemen) mit dem Schaft oder mittels eines langen Riemens mit dem Jäger (Fischer) verbunden. Harpunen haben eine quer laufende Nute oder sind durchlocht, um die Schnur zu befestigen. Ist der Drehpunkt asymmetrisch zur Längsachse, stellt sich die Harpune infolge des Zuges der Schnur mehr oder weniger quer und wirkt wie ein Anker, der selbst bei starker Belastung in der Wunde bleibt.
Etwa vor 15.000 Jahren wurden in Europa die ersten ablösbaren Harpunenspitzen mit Widerhaken benutzt und stellen mit den seit mindestens 18.000 Jahren nachweisbaren Speerschleudern, die wahrscheinlich weit älter sind, in ihrer Dreigliederung – ablösbare Spitze mit Widerhaken, Schaft und Speerschleuder – den Höhepunkt jungpaläolithischer Jagderfindungen dar. Harpunen mit Widerhaken wurden aus Geweihspänen oder Knochen hergestellt.
Eine Sonderform ist die auf das Magdalénien beschränkte Harpunenspitze auf Wurflanzen. Unklar ist, ob sich die aus Rengeweih hergestellte Harpune beim Auftreffen löste oder mit dem Schaft verbunden blieb. Spätpaläolithische (Harpunenfund in der Tudeå), mesolithische und neolithische Harpunen sind vorwiegend aus Hirschgeweih bzw. aus langen Spänen, hergestellt. Sie wurden für den Fischfang, die Seehundjagd und die Jagd auf Landtiere verwendet. Man unterscheidet ein-, zwei- oder dreireihige Harpunen je nachdem, auf wie vielen Seiten sich Widerhaken befinden.
Die Inuit fertigten Harpunenspitzen aus Walross-Zahnen.

### Technische Entwicklung vom Altertum bis zur Neuzeit

Exemplare aus der Entwicklungsgeschichte
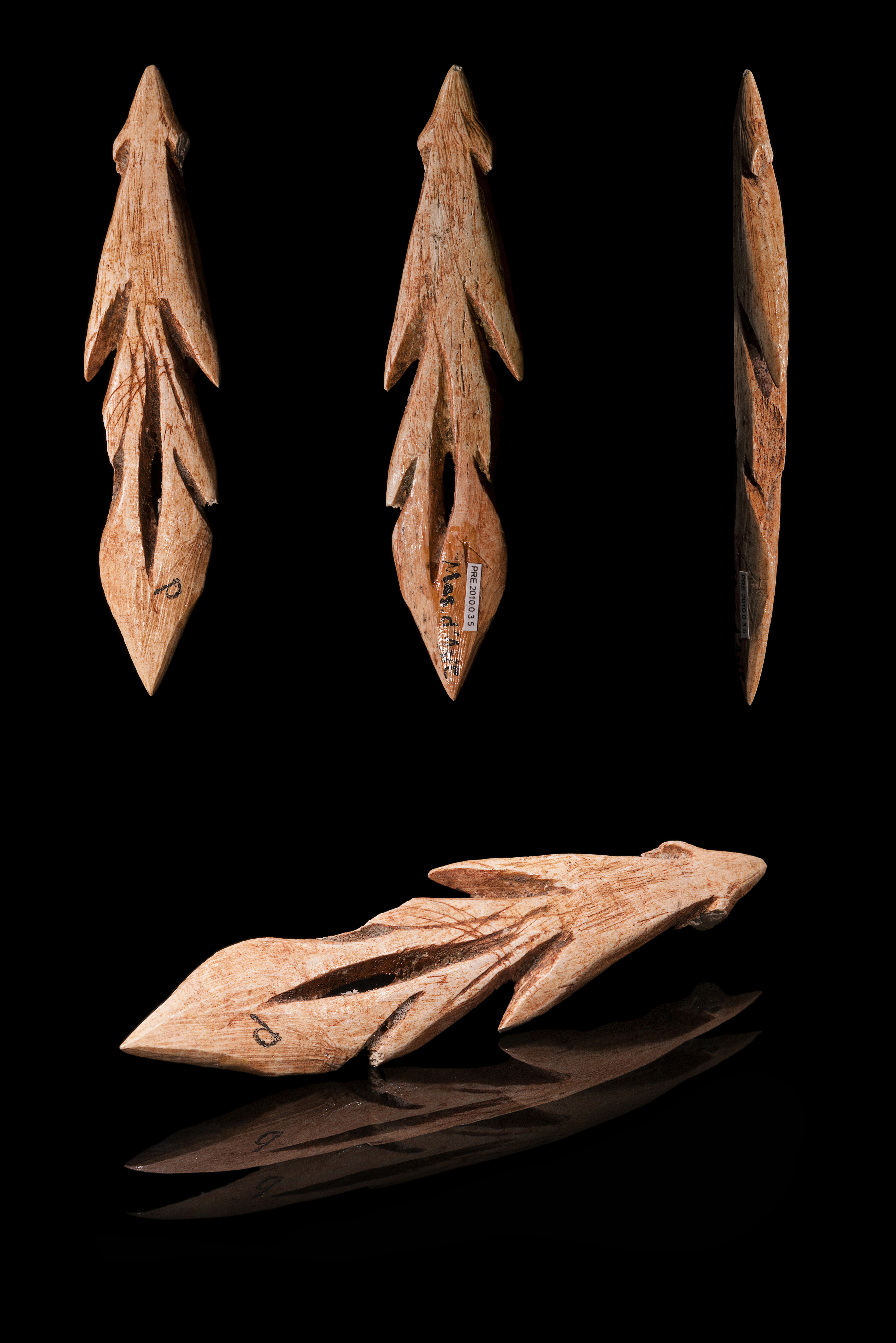
Harpune der Steinzeit, Mas d'Azil
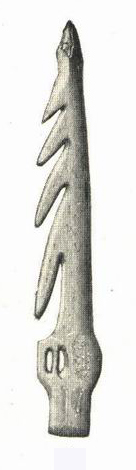
Harpune der Steinzeit, Schweden
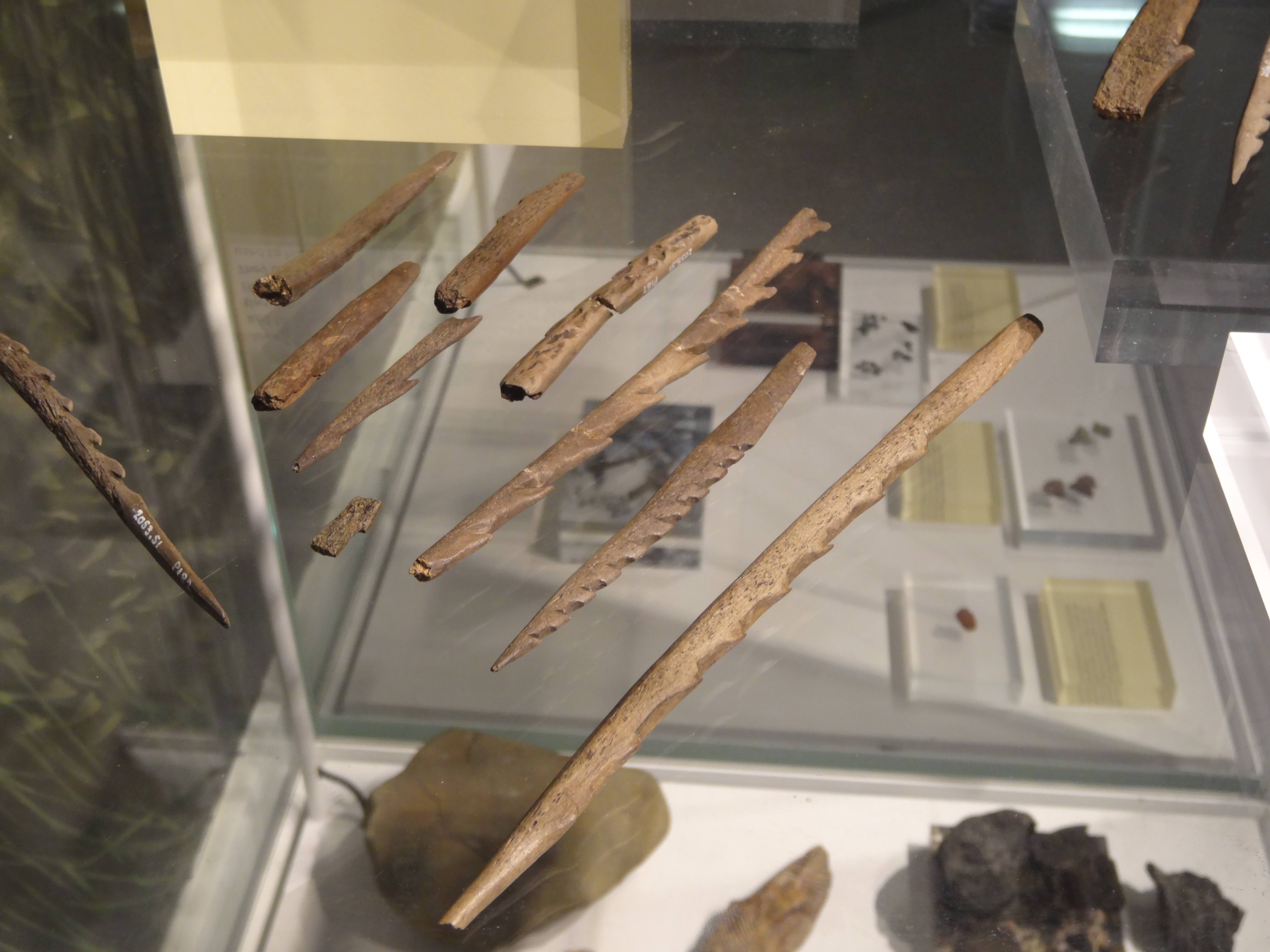
Harpunen von Star Carr
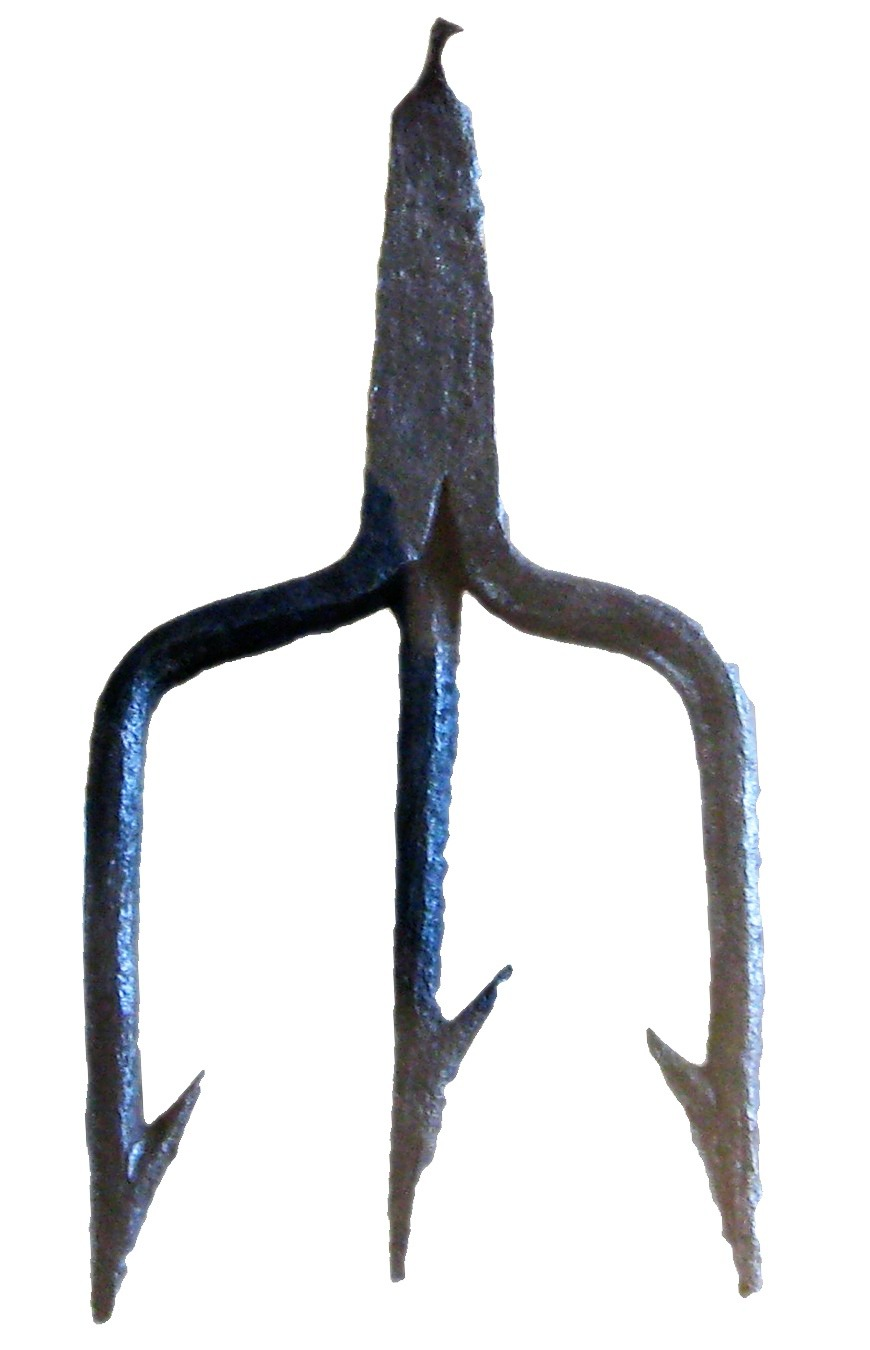
Römisches Fischeisen aus Contiomagus
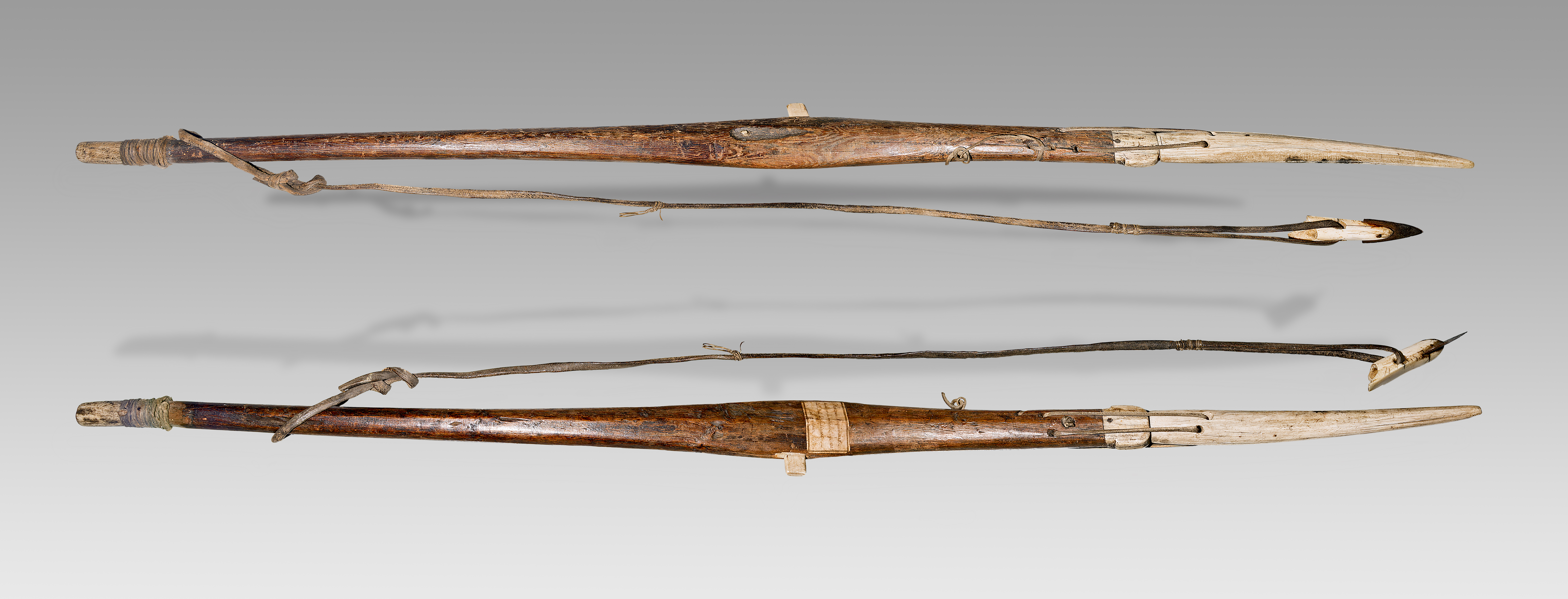
Unaaq
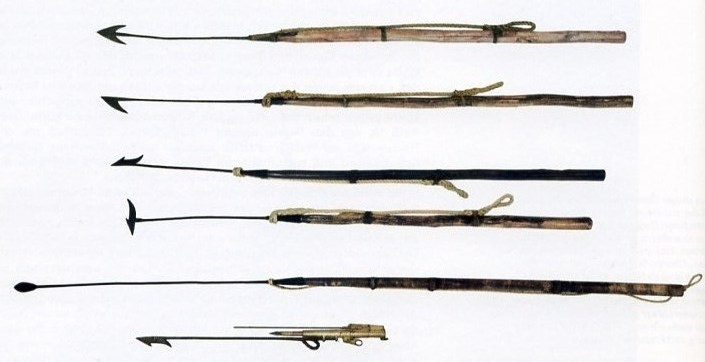
Historische Walharpunen
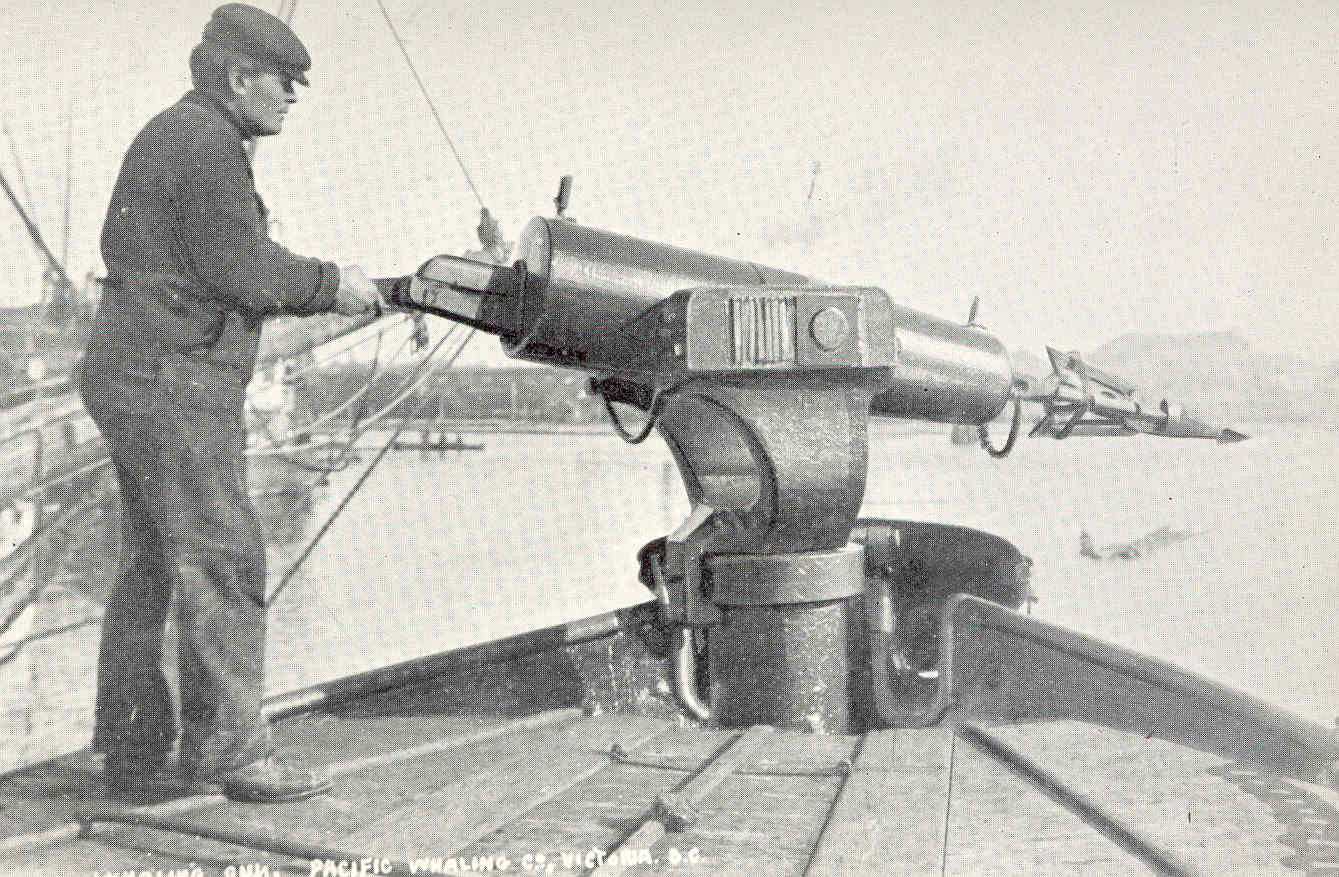
Harpunenkanone, 1909
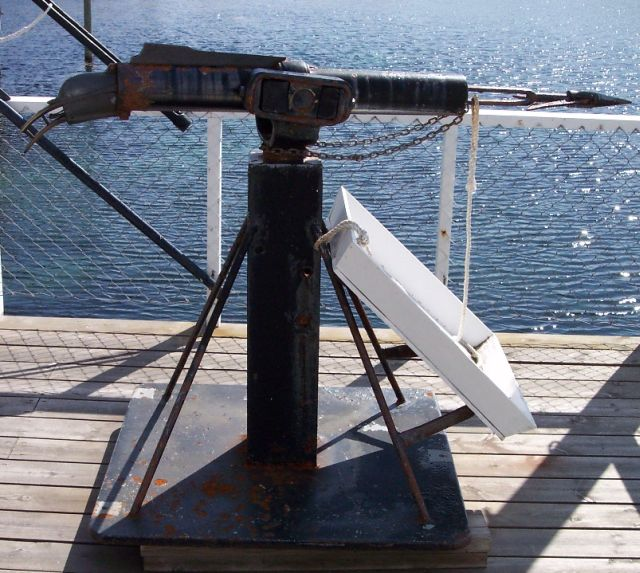
Moderne Harpune für den Walfang in Abschussvorrichtung
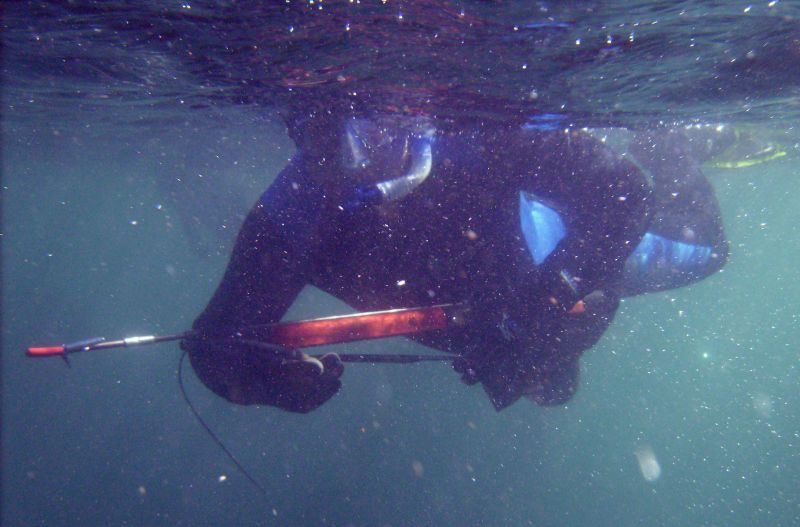
Taucher mit Unterwasserharpune beim Speerfischen
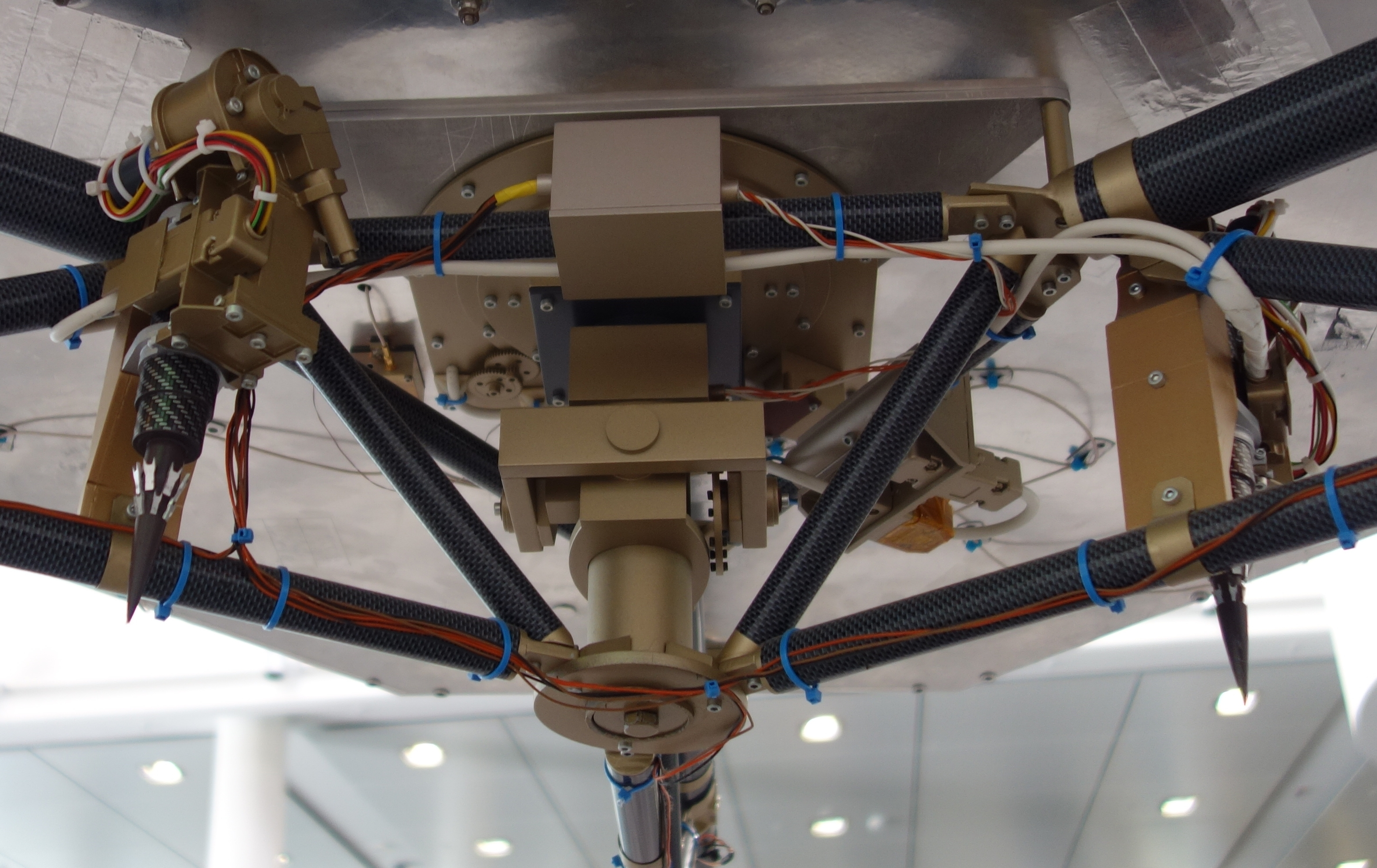
Harpunen der Raumsonde Philae

#### Raumfahrt
Die Raumsonde Philae war mit Verankerungsharpunen ausgestattet, um nach der Landung auf dem Kometen 67P/Tschurjumow-Gerassimenko ihre Position zu sichern.

## Sonstiges
In der Typographie heißt das Zeichen ↾ „Harpune“. Es bezeichnet die Zugehörigkeit einer Exklave zu seinem Territorium. Zwei Harpunen, deren Schäfte zueinander weisen, definieren die Beziehung.